# Retour à la vie (film, 2000)
Pour plus de détails, voir Fiche technique et Distribution.
Retour à la vie est un film français réalisé par Pascal Baeumler et sorti en 2000.

## Fiche technique
- Titre : Retour à la vie
- Réalisation : Pascal Baeumler
- Scénario : Pascal Baeumler
- Photographie : Brigitte Barbier
- Décors : Dominique Treibert
- Costumes : Agnès Falque
- Son : Frédéric Hamelin et Emmanuelle Lalande
- Montage : Tina Baz
- Musique : Hervé Legrand
- Production : Impact CVI
- Pays d'origine :  France
- Durée : 90 minutes
- Date de sortie : France - 6 septembre 2000

## Distribution
- Emmanuelle Laborit : Louise
- Alain Bashung : Yann
- Marisa Berenson : Stéphanie
- Sophie Forte : Corinne
- Marius Colucci : le jeune policier
- Éric Blanc : le coursier